# Jacques Gamblin

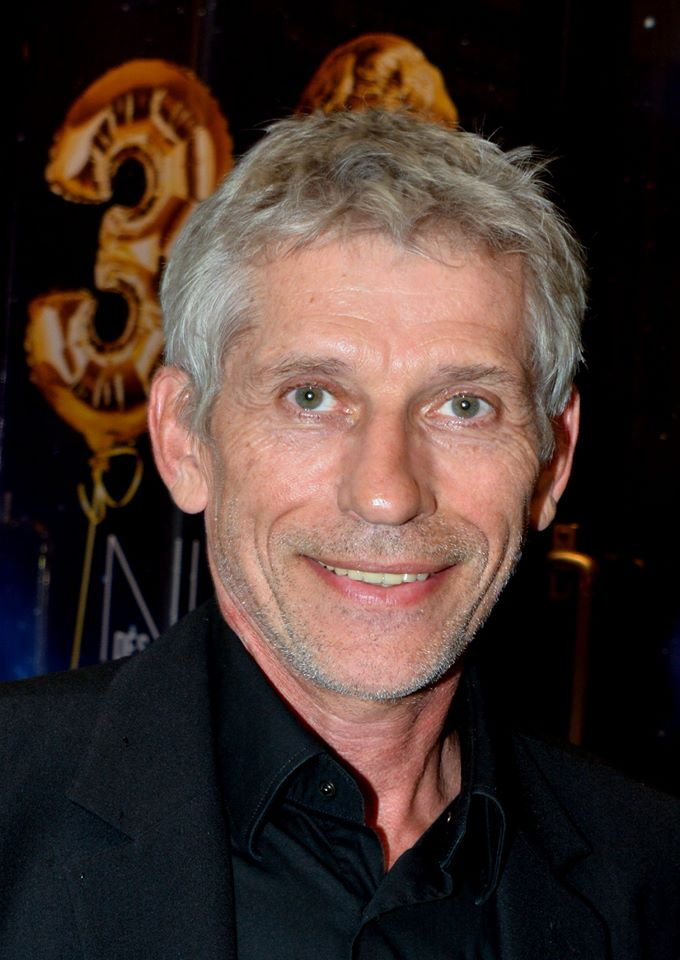
Jacques Gamblin (2018)

Jacques Gamblin (* 16. November 1957 in Granville, Département Manche, Frankreich) ist ein französischer Schauspieler. 

## Biografie
Jacques Gamblin arbeitete als Techniker bei einer Theatergesellschaft und wurde nur zufällig für die Besetzung einer Inszenierung in Betracht gezogen. Dabei entdeckte er sein eigenes Talent und entschloss sich, an der Comédie de Caen Schauspiel zu studieren. Anschließend spielte er in England und Frankreich, bevor er an der Seite von Robert Murzeau und Alain Moussay in dem 1984 ausgestrahlten und von René Lucot inszenierten Fernsehfilm La double inconstance auf der Leinwand debütierte.
Größere Aufmerksamkeit erhielt er für seine Darstellung des homosexuellen Geschäftsmannes André Lemoine in der von Gabriel Aghion inszenierten Filmkomödie Auch Männer mögen’s heiß!. Er wurde dafür unter anderem bei der Verleihung des französischen Filmpreises César 1997 als Bester Nebendarsteller nominiert. Weitere Nominierungen folgten 2009 und 2011 als Bester Hauptdarsteller  für seine Darstellungen in C’est la vie – So sind wir, so ist das Leben und Der Name der Leute.

## Filmografie (Auswahl)
- 1984: La double inconstance
- 1986: Sommer ’36 (L’été 36)
- 1990: So sind die Tage und der Mond (Il y a des jours… et des lunes)
- 1992: Auf Wiedersehen, Prinzessin (Adeus princesa)
- 1992: Die schönste Geschichte der Welt (La belle histoire)
- 1993: Alles für die Liebe (Tout ça… pour ça!)
- 1993: Der Geschmack der Frauen (Fausto)
- 1994: Rache ist weiblich (Les braqueuses)
- 1995: Auf das Leben, auf den Tod (À la vie, à la mort!)
- 1995: Les Misérables
- 1996: Auch Männer mögen’s heiß! (Pédale douce)
- 1996: Der Stammgast (Les clients d’Avrenos)
- 1996: Mein Mann – Für deine Liebe mach’ ich alles (Mon homme)
- 1998: Dr. Akagi (Kanzō-sensei)
- 1999: Die Farbe der Lüge (Au cœur du mensonge)
- 1999: Ein Sommer auf dem Lande (Les enfants du marais)
- 2001: Mademoiselle
- 2002: Laissez-passer
- 2003: Les clefs de bagnole
- 2003: Mosaik eines Mordes (Dissonances)
- 2004: 25 Grad im Winter (25 degrés en hiver)
- 2005: Wie in der Hölle (L’enfer)
- 2007: Endlich Witwe (Enfin veuve)
- 2008: C’est la vie – So sind wir, so ist das Leben (Le premier jour du reste de ta vie)
- 2009: Kommissar Bellamy (Bellamy)
- 2010: Der Name der Leute (Le nom des gens)
- 2011: Holidays by the Sea (Ni à vendre ni à louer)
- 2012: The Blind Man (À l’aveugle)
- 2013: Mit ganzer Kraft (De toutes nos forces)
- 2015: Wochenenden in der Normandie (Week-Ends)
- 2018: Der Palast des Postboten (L’incroyable histoire du facteur Cheval)
- 2025: Connemara

## Auszeichnung (Auswahl)
- César 1997: Nominierung als Bester Nebendarsteller für Auch Männer mögen’s heiß!
- Berlinale 2002: Silberner Bär als Bester Darsteller für Laissez-passer
- César 2009: Nominierung als Bester Hauptdarsteller für C’est la vie – So sind wir, so ist das Leben
- César 2011: Nominierung als Bester Hauptdarsteller für Der Name der Leute